# Genaro Sermeño
Genaro Antonio Sermeño Quijada (El Congo, 28 de novembro de 1948 - Santa Ana, 23 de dezembro de 2022) foi um ex-futebolista profissional salvadorenho, que atuava como meia.

## Carreira
Genaro Sermeño fez parte do elenco da histórica Seleção Salvadorenha de Futebol da Copa do Mundo de 1970, ele atuou em três partidas. 